# محمود شكري الآلوسي
محمود شكري ابن عبد الله بن شهاب الدين الآلوسي، أديب ومؤرخ عراقي، وهو أحد علماء أهل السنة في العراق وهو من المتمسكين بمنهج السلف الصالح ومن أحد الشخصيات البارزة في العالم العربي والإسلامي، وكان حبه لطلب العلم بدأ منذ صغره، وأخذ إجازات العلم من الكثير من علماء بغداد.
وهو من أحفاد شهاب الدين أبو الثناء الآلوسي الكبير، من ذرية الإمام موسى المبرقع بن الإمام محمد الجواد الهاشمي القرشي.
وكانت له مجالس في مساجد بغداد للوعظ والإرشاد، وخصوصاً في جامع الإمام الأعظم الواقع في الأعظمية، حيث استمر إماماً وخطيباً في جامع أبي حنيفة لمدة أربعين عاماً، وكان الشيخ محمود وابن عمهِ الشيخ علي الآلوسي من رواد مجلس بيت الشيخلي.
ولقد درس محمود الآلوسي في مدارس بغداد وتخرج على يديه نخبة من العلماء، وممن تأثر بفكره وعلمه العلامة محمد بهجة الأثري، والأستاذ عباس العزاوي، والشيخ رشيد حسن الكردي، والشيخ محمد القزلجي، والشيخ علي بن حسين الكوتي والشيخ الإمام أمجد الزهاوي وغيرهم من خيرة علماء العراق، وكذلك تخرج على يده جملة من أدباء وشعراء العالم العربي منهم الشاعر معروف الرصافي، والكاتب واللغوي العراقي الأب أنستاس الكرملي، والمؤرخ والأديب عبد العزيز الرشيد، وغيرهم.

## حياته
ولد العلامة محمود شكري الآلوسي في بغداد عام 1273هـ/1856م، وعرف عن والده وأعمامه حب الأدب والتفقه مع ميل للتصوف. ولكن محمود شكري أخذ بنزعة عقلانية عالية جعلته أقرب للدعاة الإصلاحيين في عصره مثل محمد رشيد رضا والإمام محمد عبده، وجمال الدين القاسمي.
وقد وصفه رشيد رضا بأنه «ناصر السنة، قامع البدعة، علامة المنقول ودراكة المعقول، دائرة المعارف الإسلامية، نبراس الأمة العربية». عاش حياته بين التدريس والتأليف، وساهم بإنشاء وتحرير أول جريدة في بغداد اسمها «الزوراء». كذلك ساهم في إمداد المقالات والبحوث لمجلات مثل «المقتبس» و«المشرق» و«المنار» و«مجلة المجمع العلمي العربي». واصطدمت نزعته العقلانية ومحاولاته الإصلاحية، ومحاربة الخرافات والبدع، اصطدمت بالحزب الصوفي المسيطر على الدولة العثمانية آنذاك. فعاداه أبو الهدى الصيادي وكاد له، وجعل من عبد الوهاب باشا يأمر بنفيه، فنفي بالفعل لكنه، في طريق المنفى، مر بالموصل، فاستبقاه أهلها هناك وتوسّطوا من أجل إلغاء النفي، وقد درس في الموصل على يد العلامة الشيخ إبراهيم مصطفى الموصلي.
وعندما احتل البريطانيون العراق حاولوا أن يحاسنوه تقربًا لمكانته ومكانة أسرته عند الناس. فعرضوا عليه منصب الإفتاء العام، فرفض وعف مفضلا المبدأ على المنصب. ومن أهم مؤلفاته «ما دل عليه القرآن مما يعضد الهيئة الجديدة» وفيه محاولة للمطابقة بين القرآن والعلوم الفلكية المعاصرة له، وفي الكتاب تأكيد لفكرة أن صحيح المنقول لا يعارض صريح المعقول.
وكان محمود شكري يخط مؤلفاته بخطه، وهو خطاط بارع من أئمة الخط العربي في بغداد، وأخذ إجازة الخط من والدهِ وفي خطه روعة وجمال وكان يخط على قاعدة ياقوت المستعصمي، ومن آثاره كتب ومخطوطات كثيرة لا زالت في المكتبة القادرية، وقد تخرّج على يديه الكثيرون من الخطاط.
ومن كتبه المهمة كتاب «غاية الأماني في الرد على النبهاني»، وفيه يتناول المسائل المتنازع عليها بين دعاة التجديد الديني ومعارضيهم ويعد محمود الآلوسي بكل هذا النشاط واحدًا من دعائم مدرسة التجديد الديني ورئيس حركة التصحيح البغدادية القائمة على تنقية التصوف مما طرأ عليه وترسيخ قيم التصوف السليم والعودة إلى منهج السلف الصالح. وكانت له صلة أيضا بجمال الدين الأفغاني، صاحب فكرة التجديد في الإسلام.

## عقيدته ومذهبه
كان سلفي المعتقد، صوفي المشرب وشافعي المذهب مع أخذه بالمذهب الحنفي في كثير من التفاصيل. وقد صرّح بذلك في تآليفه، وبيّن ذلك المترجمون له. ومما يدل على انتسابه إلى الشافعية، صراحته بذلك في كتابه «غاية الأماني في الرد على النبهاني» حيث كتب اسمه «أبو المعالي الحسيني السلامي الشافعي».

## من تلاميذه
| - أمجد الزهاوي - علي بن حسين الكوتي - عبد العزيز الرشيد - محمد القزلجي | - محمد بهجة الأثري - رشيد حسن الكردي - عبد اللطيف ثنيان - محمد نافع المصرف |

## من مؤلفاته

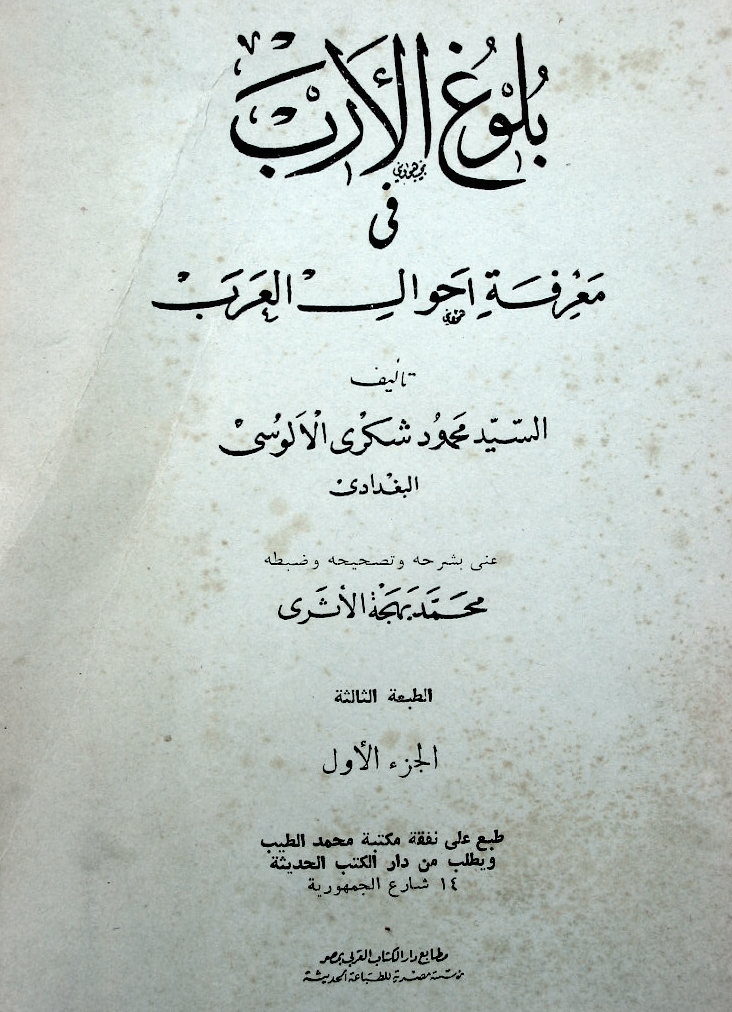
واجهة كتاب بلوغ الأرب في أحوال العرب

قيل أن مؤلفاته زادت عن 50 مؤلفًا، منها:

### مؤلفات إسلامية
| - غاية الأماني في الرد على النبهاني - الآية الكبرى في الرد على النبهاني في رائيته الكبرى - فتح المنان تتمة منهاج التأسيس رد صلح الإخوان - فصل الخطاب في شرح مسائل الجاهلية لشيخ الإسلام محمد بن عبد الوهاب - طبع باسم «مسائل الجاهلية». - تجريد السنان في الذب عن أبي حنيفة النعمان - الأسرار الإلهية في يشرح القصيدة الرفاعية - القول الأنفع في الردع عن زيارة المدفع - الدر اليتيم في شمائل ذي الخلق العظيم - عقد الدرر في شرح نخبة الأثر - تفسير سورة الرحمن - منتهى العرفان والنقل المحض في ربط بعض الآي ببعض | - السواك - الروضة الغناء في شرح دعاء الثناء - رسالة في كلمات التسبيح - كنز السعادة شرح كلمة الشهادة - كشف الحجاب عن الشهاب في الحكم والآداب - مختصر مسند الشهاب في الحكم والآداب - رسالة في إثبات خاتمية نبوة الرسول - إزالة الظمأ بما ورد في الماء، أو المورد الزلال فيما ورد في الماء من الأقوال - ما دل عليه القرآن مما يعضد الهيئة الجديدة. - الرد على إيليا مطران نصيبين |

#### كتب في الرد على الشيعة
- السيوف المشرقة مختصر الصواعق المحرقة
- غرائب فقهية عند الشيعة الإمامية
- رد علامة العراق محمود الآلوسي على حصون العاملي الرافضي: وهي رسالة قام بنشرها محمد رشيد رضا في كتابه (السنة والشيعة)
- المنحة الإلهية تلخيص ترجمة التحفة الإثنى عشرية
- صب العذاب على من سب الأصحاب
- سعادة الدارين في شرح حديث الثقلين
- رجوم الشياطين

### كتب تاريخية وأدبية
| - بلوغ الأرب، (حصل فيه على جائزة من ملك السويد) وهي نفس الجائزة المعروفة اليوم بجائزة نوبل، كما ذكر ذلك تلميذه محمد بهجة الأثري في كتابهِ (محمود شكري الآلوسي) - تاريخ نجد - عقوبات الجاهلية في جاهليتها وحدود المعاصي التي يرتكبها بعضهم - النحت وبيان حقيقته ونبذة عن قواعده - شرح منظومة النسب وأخبار سلف العرب - مجموعة تراجم العلماء | - أخبار بغداد وما جاورها - رسالة فيما كانت عليه بغداد - الأندلس وما فيها من البلاد - تاريخ مساجد بغداد - أخبار الوالد وبنيه الأماجد، اشتمل فيها على ترجمة والده - المسك الأذفر في نشر مزايا القرنين الثاني والثالث عشر - بدائع الإنشاء | - رياض الناظرين في مراسلات المعاصرين - رسالة في الأصنام - أمثال العوام في مدينة بغداد السلام - الحشوية - اللؤلؤ المنثور وحلي الصدور - منقولات عن الظاهر بأمر الله صلاح الدين الأيوبي - فهرس كتاب (أخبار مكة) للأزرقي |

### كتب لغوية ونحوية
| - الضرائر وما يسوغ للشاعر دون الناثر - مختصر الضرائر - الجوهر الثمين في بيان حقيقة التضمين - الجواب عما استبهم من الأسئلة المتعلقة بحروف المعجم - ما اشتملت عليه حروف المعجم من الدقائق والحكم - تصريف الأفعال | - الدر النضيد أو شرح القصيدة الشاوية - شرح أرجوزة الألوان - المفروض من علم العروض - لعب العرب - المسفر عن الميسر - نقد مقامات مجمع البحرين لناصيف اليازجي | - شرح منظومة العطار في فن الوضع - بنان البيان - الأجوبة المرضية على الأسئلة المنطقية - شرح رسالة القوشجي في الهيئة - شرح الرسالة السعدية في استخراج العبارات القياسية - فوائد لغوية في كلمتي التلميذ والحشوية |

## وفاته
توفي في يوم الخميس 4 شوال 1342 هـ الموافق 8 آيار 1924م، ودُفن في مقبرة الشيخ معروف الكرخي في بغداد والمعروفة باسم مقبرة الشونيزية، وذكر تلميذه الشيخ محمد بهجة الأثري أنه مات بمرض ألمَّ به في رئتيه.